# Чулуут гол
Чулуут гол (на монголски: Чулуут гол) е река в Централна Монголия, десен приток на Идер, дясна съставяща на река Селенга, вливаща се в езерото Байкал. С дължина 415 km и площ на водосборния басейн 10 750 km² река Чулуут гол се образува на 2029 m н.в. от две безименни съставящи я реки, водещи началото си от северните склонове на планината Хангай, в непосредствена близост до малкото градче Жаргалант. По цялото си протежение тече в северна посока, в горното течение – в широка, а в средното и долното – в тясна и дълбока планинска долина. Влива се отдясно в река Идер (дясна съставяща на Селенга) на 1195 m н.в., на около 10 km преди сливането на реките Идер и Делгер Мурен, образуващи река Селенга. Основни притоци: Сумин гол (ляв, най-голям приток) и Адзаргин гол (десен). Има предимно дъждовно подхранване и лятно пълноводие, обусловено от топенето на снеговете, а от ноември до март – ясно изразено маловодие. Среден годишен отток в долното течение – 25 m³/s. Замръзва през ноември, а се размразява през април. Протича през слабо населени и почти безлюдни райони.